# Bitwa pod Itolem

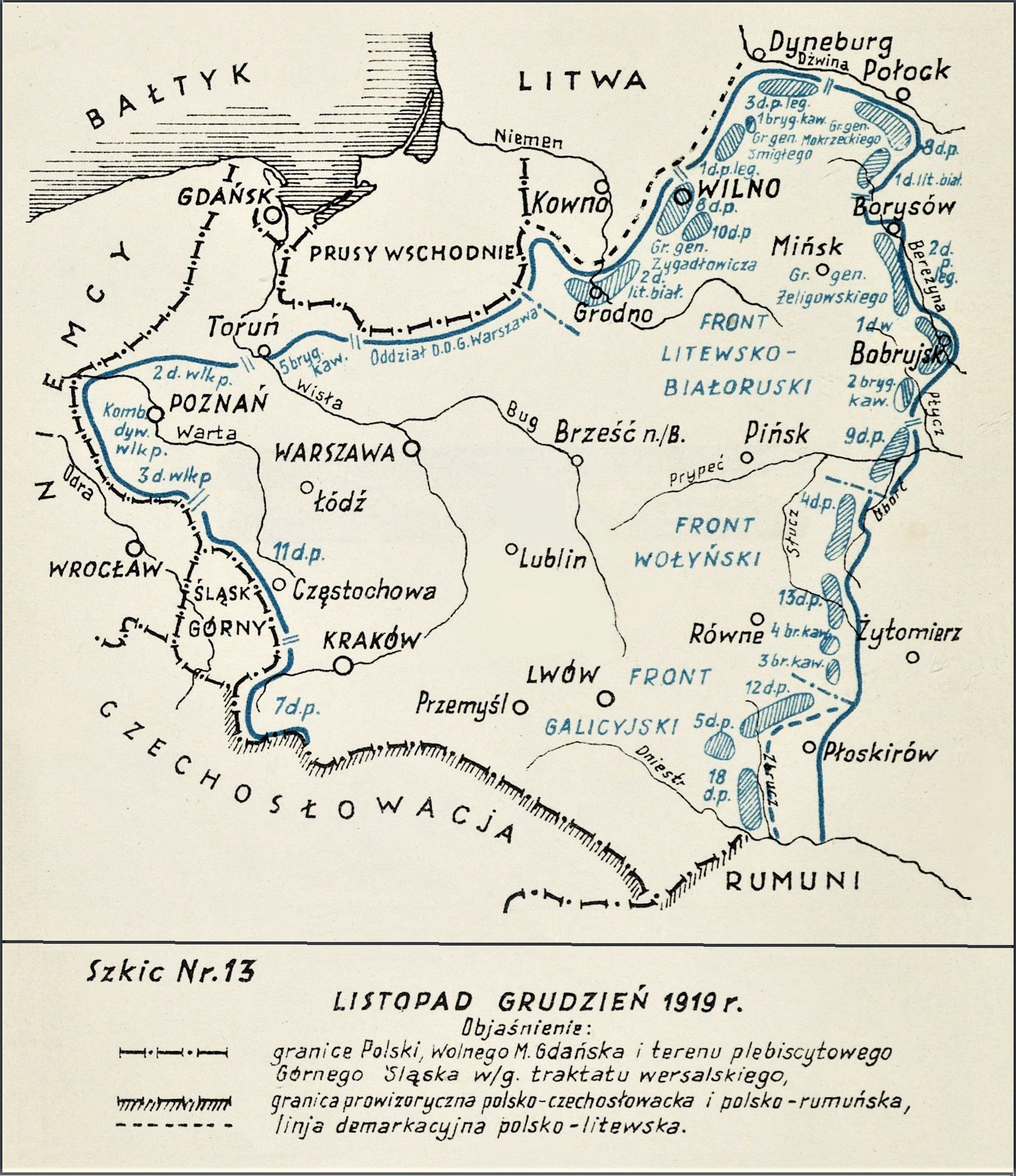
Adam Przybylski,
Wojna Polska 1918–1921

Bitwa pod Itolem – walki oddziałów polskiej 14 Wielkopolskiej Dywizji Piechoty gen. Daniela Konarzewskiego z sowiecką 8 Dywizją Strzelców toczone w okresie wojny polsko-bolszewickiej.

## Geneza
Latem 1919 Wojsko Polskie realizowało szeroko zakrojoną operację zaczepną, której celem było opanowanie Mińska, Borysowa, Bobrujska i oparcie frontu o linię rzek Dźwiny i Berezyny.
Po zajęciu Mińska zaistniała możliwość kontynuowania przez wojska Frontu Litewsko-Białoruskiego gen. Stanisława Szeptyckiego działań zaczepnych, aż do linii rzeki Berezyny. W czasie walk o Bobrujsk, kombinowana Grupa Wielkopolska wyparła z miasta oddziały 8 Dywizji Strzelców i opanowała przyczółek na wschodnim brzegu Berezyny.
Front w tym obszarze ustabilizował się na okres kilku miesięcy, a przyczółek stał się doskonałą bazą dla wypadów organizowanych na tyły wojsk sowieckich. Wypady na pozycje polskie organizowali też Sowieci.

## Walczące wojska
| Jednostka                 | Dowódca                 | Podporządkowanie    |
| Wojsko Polskie            |                         |                     |
| 14 Dywizja Piechoty       | gen. Daniel Konarzewski |                     |
| ⇒ 55 pułk piechoty        | ppłk Gustaw Paszkiewicz | 14 Dywizja Piechoty |
| → I/55 pułku piechoty     |                         |                     |
| → II/55 pułku piechoty    |                         |                     |
| → III/55 pułku piechoty   |                         |                     |
| ⇒ 15 pułk ułanów          | ppłk Władysław Anders   |                     |
| → 3/15 pułku ułanów       |                         |                     |
| → pluton artylerii konnej |                         |                     |
| ⇒ bateria górska          |                         |                     |
| Armia Czerwona            |                         |                     |
| ⇒ 8 Dywizja Strzelców     | Władimir Smirnow        | 16 Armia            |
| → 23 Brygada Strzelców    |                         | 8 Dywizja Strzelców |
| — 69 pułk strzelców       |                         |                     |

## Walki pod Itolem
Po zdobyciu Bobrujska i utworzeniu obszernego przedmościa na wschodnim brzegu Berezyny, oddziały polskie dokonały z jego rejonu szeregu wypadów na tyły przeciwnika. Jednym z większych był wypad na Itol, przeprowadzony przez 55 Poznański pułk piechoty. W skład oddziału wypadowego weszły: I batalion 55 pułku piechoty, cztery kompanie z II i II batalionu 55 pp, pluton dział górskich i 3 szwadron 15 pułku ułanów, z plutonem artylerii konnej. 
Nocą z 23 na 24 stycznia oddział wypadowy przekroczył rubież styczności wojsk, wyparł Sowietów z Kostrzycy i Rudni, a koło Kapłanówek zdobył sowiecki samochód pancerny, 3 karabiny maszynowe i 1 samochód ciężarowy. Pod Starosielem polski I batalion, wspierany przez pluton artylerii konnej, odrzucił sowiecki oddział rajdowy na furmankach – batalion 69 pułku strzelców.
Po zreorganizowaniu sił, I i II batalion nacierał dalej przez Choczewicze. Po przekroczeniu szosy mohylowskiej, III batalion zajął Itol i ruszył na Berezówkę. Tam wzięto do niewoli dowódcę i sztab brygady z 8 Dywizji Strzelców. W Berezówce III batalion zdobył jeszcze jedno działo z jaszczami i pociskami. Działania na Itol ubezpieczał od północy batalion 58 pułku piechoty, uderzając ze Świsłoczy na Niestatę, a od południa pododdziały 57 pułku piechoty, realizując wypad nad Ołę.

## Bilans walk
Wypad na Itol i inne wypady organizowane w owym czasie spowodowały, że Sowieci utracił wszelką inicjatywę. Na odcinku wielkopolskiej dywizji panował zatem spokój, przerywany tylko poszczególnymi akcjami ofensywnymi, które przewagę dywizji nadal utrzymywały. W czasie działań na Itol największe straty zadał ciężki mróz. Odnotowano około 180 odmrożeń.